# Велзебур, Ксандра
Ксандра Велзебур (нидерл. Xandra Velzeboer; род. 7 сентября 2001 года в Кулемборге, Нидерланды) — нидерландская шорт-трекистка,  Олимпийская чемпионка 2022 года, 8-кратная чемпионка мира, 7-кратная призёр чемпионатов мира, 6-кратная чемпионка Европы и 3-кратная призёр чемпионата Европы.

## Спортивная карьера
Ксандра Велзебур с 4-х лет каталась на коньках и играла в хоккей, а в возрасте 6-ти лет сделала свои первые шаги в конькобежном клубе "Lek en Linge" в Кулемборге, под руководством тренеров Йеруна и Рини ван Винов. В 8 лет вместе с младшей сестрой Михелле стали заниматься шорт-треком на катке "Sportium" в Ден Боше. Тренировалась в клубе "Schaats Team Brabant". После 1-го класса средней школы стало невозможно совмещать тренировки в двух видах спорта, и Ксандра выбрала шорт-трек.
Она пошла по стопам своего отца Марка и двух тётушек Моник и Симоны Велзебур, которые блистали в 80-х годах на мировом уровне как в шорт-треке, так и на длинных дорожках. Уже с 10 лет Ксандра участвовала на соревнованиях девочек по шорт треку. В 2016 году заняла 5-е место на национальном чемпионате среди юниоров средней группы, а на следующий год стала 2-й на юниорском чемпионате Нидерландов и отобралась в юниорскую сборную. 
В возрасте 17-ти лет она переехала из Кулемборга, где выросла, в Херенвен. Там её пригласили на национальный отбор. В 2018 участвовала на своём первом юниорском чемпионате мира в Томашув-Мазовецки на 500 м выиграла бронзу, а в общем зачёте заняла 5-е место. В том же году она получила премию "Талант года в 2017-2018 годах". В январе 2019 года на юниорском чемпионате мира в Монреале заняла 2-е место на 500 м, и в 2020 году в Бормио выиграла свою дистанцию 500 м, а также выиграла золото в эстафете.
Для Ксандры 2021 год стал самым успешным с начала её карьеры, сначала заняла 2-е место на чемпионате Нидерландов, уступив только Сюзанне Схюлтинг, а в конце января на чемпионате Европы в Гданьске выиграла бронзу на 500 м и серебро в эстафетной гонке, и в личном многоборье стала 6-й. В марте 2021 на чемпионате мира в Дордрехте в эстафете завоевала золотую медаль вместе с Сельмой Паутсмой, Сюзанной Схюлтинг, Ярой ван Керкхоф и Рианной де Врис. и бронзовую на 1500 м, по сумме многоборья заняла 6-е место.
13 февраля 2022 года на зимних Олимпийских играх в Пекине Ксандра в составе Сельмы Паутсмы, Сюзанны Схюлтинг и Яры ван Керкхоф выиграла эстафету с олимпийским рекордом и стала впервые олимпийской чемпионкой. Она также финишировала 5-й на дистанции 1000 метров, убедительно выиграв финал B ранее, а также стала 5-й на 1500 м, 16-й в беге на 500 м и 4-й в смешанной эстафете. После олимпиады Ксандра уехала домой к семье и она не вернется к учёбе в этом учебном году, готовясь к апрельскому чемпионату мира.
В апреле на чемпионате мира в Монреале Ксандра стала чемпионкой мира, выиграв дистанцию 500 м, поднялась на 3-е место в беге на 1000 м и завоевала бронзовую медаль в общем зачёте многоборья. Через год в январе на чемпионате Европы в Гданьске выиграла две золотые медали в женской эстафете и смешанной эстафете, а в марте она участвовала на чемпионате мира в Сеуле и смогла завоевать четыре золотые медали.
В 2024 году Ксандра была фаворитом и оказалась вновь сильнейшей на чемпионате Европы в Гданьске не только в обеих эстафетах, но и в забеге на 500 м, а также взяла бронзу на 1000 м. На домашнем чемпионате мира в Роттердаме она выиграла серебро на дистанции 500 м и золото в эстафете.
В 2025 году на чемпионате мира в Пекине завоевала бронзовую медаль на дистанции 1000 метров. В эстафете завоевала бронзовую медаль. 

## Личная жизнь
Ксандра Велзебур с 2019 года является студенткой Университета Гронингена в области естественных наук и технологии. В марте 2024 года она заключила контракт с производителем пищевых добавок компанией "Herbalife", который продлится до августа 2026 года. Партнерство фокусируется на различных мероприятиях, включая кампании и социальные сети, где влияние Велзебур в отношении здорового образа жизни подчеркиваются с помощью видео-, фото- и аудиоконтента. В настоящее время Ксандра живёт в Херенвене не только с сестрой Михелле Велзебур, но и со своим парнем Деннисом Виссером.